# Gijounet
Gijounet est une commune française située dans le département du Tarn en région Occitanie. Sur le plan historique et culturel, la commune est dans le Lacaunais, un ensemble de plateaux où l'élevage de brebis laitières est prépondérant.
Exposée à un climat de montagne, elle est drainée par le Gijou, le Bertou et par divers autres petits cours d'eau. Incluse dans le parc naturel régional du Haut-Languedoc, la commune possède un patrimoine naturel remarquable : un site Natura 2000 (Les « vallées du Tarn, de l'Aveyron, du Viaur, de l'Agout et du Gijou ») et quatre zones naturelles d'intérêt écologique, faunistique et floristique.
Gijounet est une commune rurale qui compte 122 habitants en 2022, après avoir connu un pic de population de 854 habitants en 1846.  Elle fait partie de l'aire d'attraction de Lacaune. Ses habitants sont appelés les Gijounetins ou  Gijounetines ou Gijounétois.

## Géographie

### Localisation
Commune du Massif central située dans les monts de Lacaune à 9 km de Lacaune, 29 km de La Salvetat-sur-Agout, 48 km de Castres et 64 km d'Albi.
Traversée par le Gijou, elle s'étend sur 15,13 km2 et regroupe les hameaux de Gijounet, Calouze, Ornac, Gijou, Talpayrac Combecaude et Malefayère. D'une altitude moyenne de 550 m, son point culminant atteint 1 060 m (la Quille). Elle fait partie du parc naturel régional du Haut-Languedoc.

### Communes limitrophes
Les communes limitrophes sont Berlats, Fontrieu, Lacaune et Viane.
|         | Viane    |         |
| Berlats | Gijounet | Lacaune |
|         | Fontrieu |         |

### Voies de communication et transports
La ligne 766 du réseau régional liO assure la desserte de la commune, en la reliant à Castres et à Lacaune.

### Hydrographie
La commune est dans le bassin de la Garonne, au sein du bassin hydrographique Adour-Garonne. Elle est drainée par le Gijou, le Bertou, un bras du Gijou, un bras du Gijou, le ruisseau du Mont Roucous et par deux petits cours d'eau, qui constituent un réseau hydrographique de 10 km de longueur totale,.
Le Gijou, d'une longueur totale de 50 km, prend sa source dans la commune de Lacaune et s'écoule d'est en ouest. Il traverse la commune et se jette dans l'Agout à Vabre, après avoir traversé 6 communes.

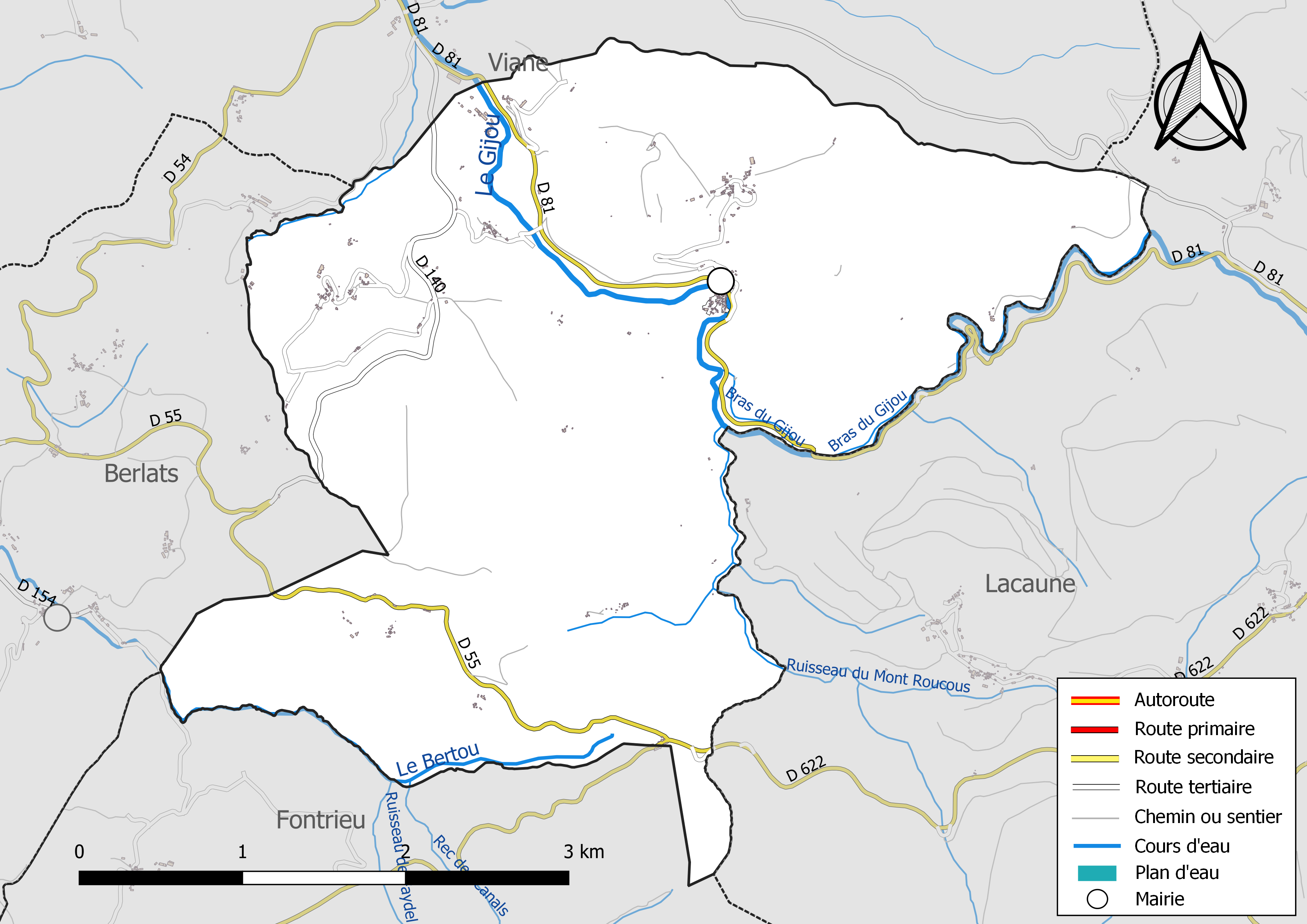
Réseaux hydrographique et routier de Gijounet.

Le Bertou, d'une longueur totale de 20,8 km, prend sa source dans la commune et s'écoule d'est en ouest. Il traverse la commune et se jette dans le Gijou à Vabre, après avoir traversé 6 communes.

### Climat
Pour des articles plus généraux, voir Climat de l'Occitanie et Climat du Tarn.
En 2010, le climat de la commune est de type climat des marges montargnardes, selon une étude du Centre national de la recherche scientifique s'appuyant sur une série de données couvrant la période 1971-2000. En 2020, Météo-France publie une typologie des climats de la France métropolitaine dans laquelle la commune est dans une zone de transition entre le climat océanique altéré et le climat de montagne ou de marges de montagne et est dans une zone de transition entre les régions climatiques « Aquitaine, Gascogne » et « Provence, Languedoc-Roussillon ».
Pour la période 1971-2000, la température annuelle moyenne est de 10 °C, avec une amplitude thermique annuelle de 15,2 °C. Le cumul annuel moyen de précipitations est de 1 348 mm, avec 12,4 jours de précipitations en janvier et 5,7 jours en juillet. Pour la période 1991-2020, la température moyenne annuelle observée sur la station météorologique de Météo-France la plus proche, « Lacaune », sur la commune de Lacaune à 6 km à vol d'oiseau, est de 10,2 °C et le cumul annuel moyen de précipitations est de 1 468,2 mm. 
La température maximale relevée sur cette station est de 37 °C, atteinte le 28 juin 1950 ; la température minimale est de −22,5 °C, atteinte le 16 janvier 1985,,.
Les paramètres climatiques de la commune ont été estimés pour le milieu du siècle (2041-2070) selon différents scénarios d'émission de gaz à effet de serre à partir des nouvelles projections climatiques de référence DRIAS-2020. Ils sont consultables sur un site dédié publié par Météo-France en novembre 2022.

### Milieux naturels et biodiversité

#### Espaces protégés
La protection réglementaire est le mode d’intervention le plus fort pour préserver des espaces naturels remarquables et leur biodiversité associée,.
La commune fait partie du parc naturel régional du Haut-Languedoc, créé en 1973 et d'une superficie de 307 184 ha, qui s'étend sur 118 communes et deux départements. Implanté de part et d’autre de la ligne de partage des eaux entre Océan Atlantique et mer Méditerranée, ce territoire est un véritable balcon dominant les plaines viticoles du Languedoc et les étendues céréalières du Lauragais,

#### Réseau Natura 2000

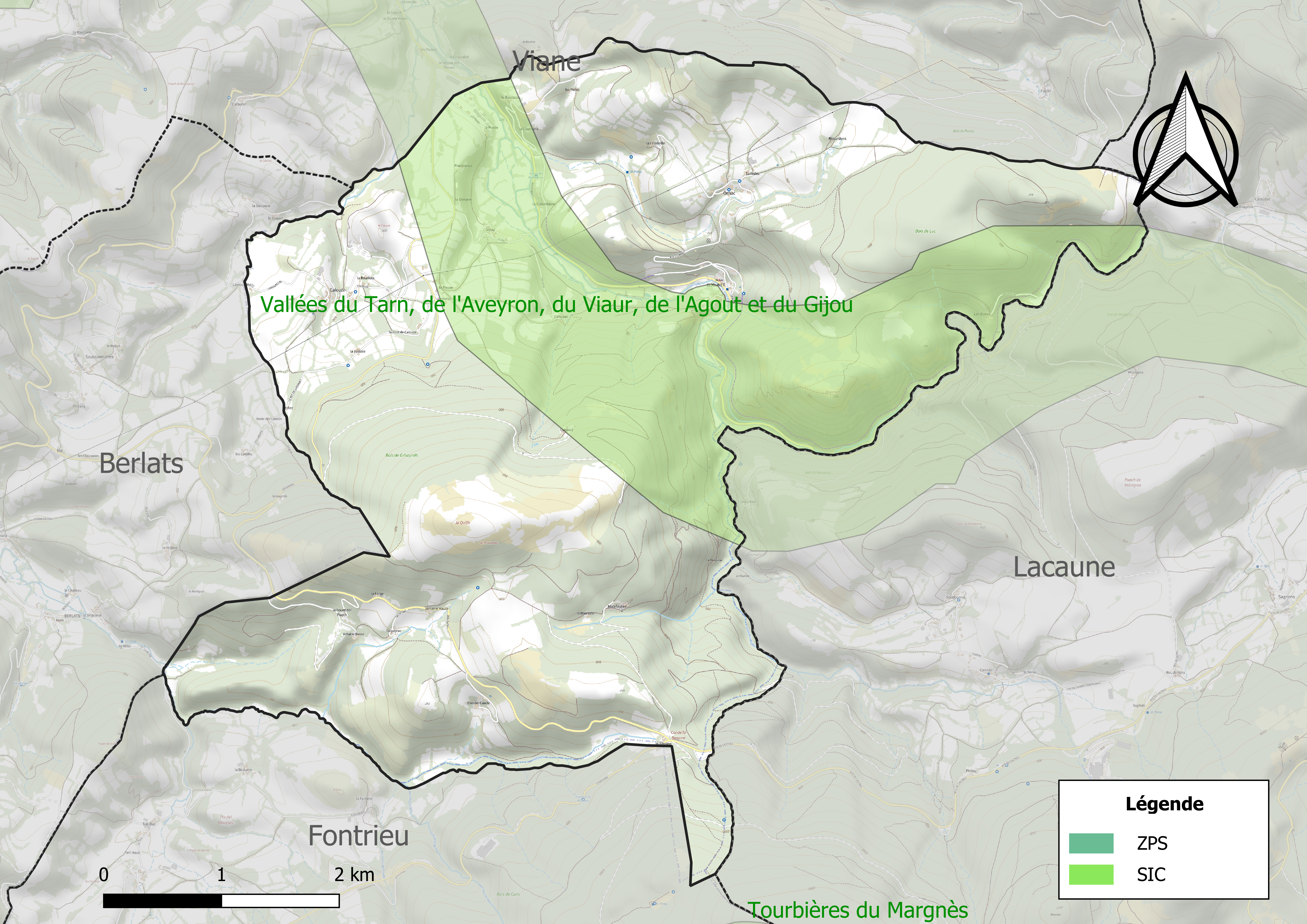
Site Natura 2000 sur le territoire communal.

Le réseau Natura 2000 est un réseau écologique européen de sites naturels d'intérêt écologique élaboré à partir des directives habitats et oiseaux, constitué de zones spéciales de conservation (ZSC) et de zones de protection spéciale (ZPS).
Un site Natura 2000 a été défini sur la commune au titre de la directive habitats : Les « vallées du Tarn, de l'Aveyron, du Viaur, de l'Agout et du Gijou », d'une superficie de 17 144 ha, s'étendant sur 136 communes dont 41 dans l'Aveyron, 8 en Haute-Garonne, 50 dans le Tarn et 37 dans le Tarn-et-Garonne. Elles présentent une très grande diversité d'habitats et d'espèces dans ce vaste réseau de cours d'eau et de gorges. La présence de la Loutre d'Europe et de la moule perlière d'eau douce est également d'un intérêt majeur.

#### Zones naturelles d'intérêt écologique, faunistique et floristique
L’inventaire des zones naturelles d'intérêt écologique, faunistique et floristique (ZNIEFF) a pour objectif de réaliser une couverture des zones les plus intéressantes sur le plan écologique, essentiellement dans la perspective d’améliorer la connaissance du patrimoine naturel national et de fournir aux différents décideurs un outil d’aide à la prise en compte de l’environnement dans l’aménagement du territoire.
Deux ZNIEFF de type 1 sont recensées sur la commune :
les « landes de la Quille et de la bassine et pelouse sèche de combe Caude » (136 ha), couvrant 3 communes du département, et 
la « rivière Gijou amont » (274 ha), couvrant 5 communes du département
et deux ZNIEFF de type 2, : 
- la « vallée de l'Agoût de Brassac à Burlats et vallée du Gijou » (15 868 ha), couvrant 17 communes du département[23] ;
- les « zones humides des Monts de Lacaune » (10 888 ha), couvrant 9 communes dont une dans l'Hérault et huit dans le Tarn[24].

Carte des ZNIEFF de type 1 et 2 à Gijounet.
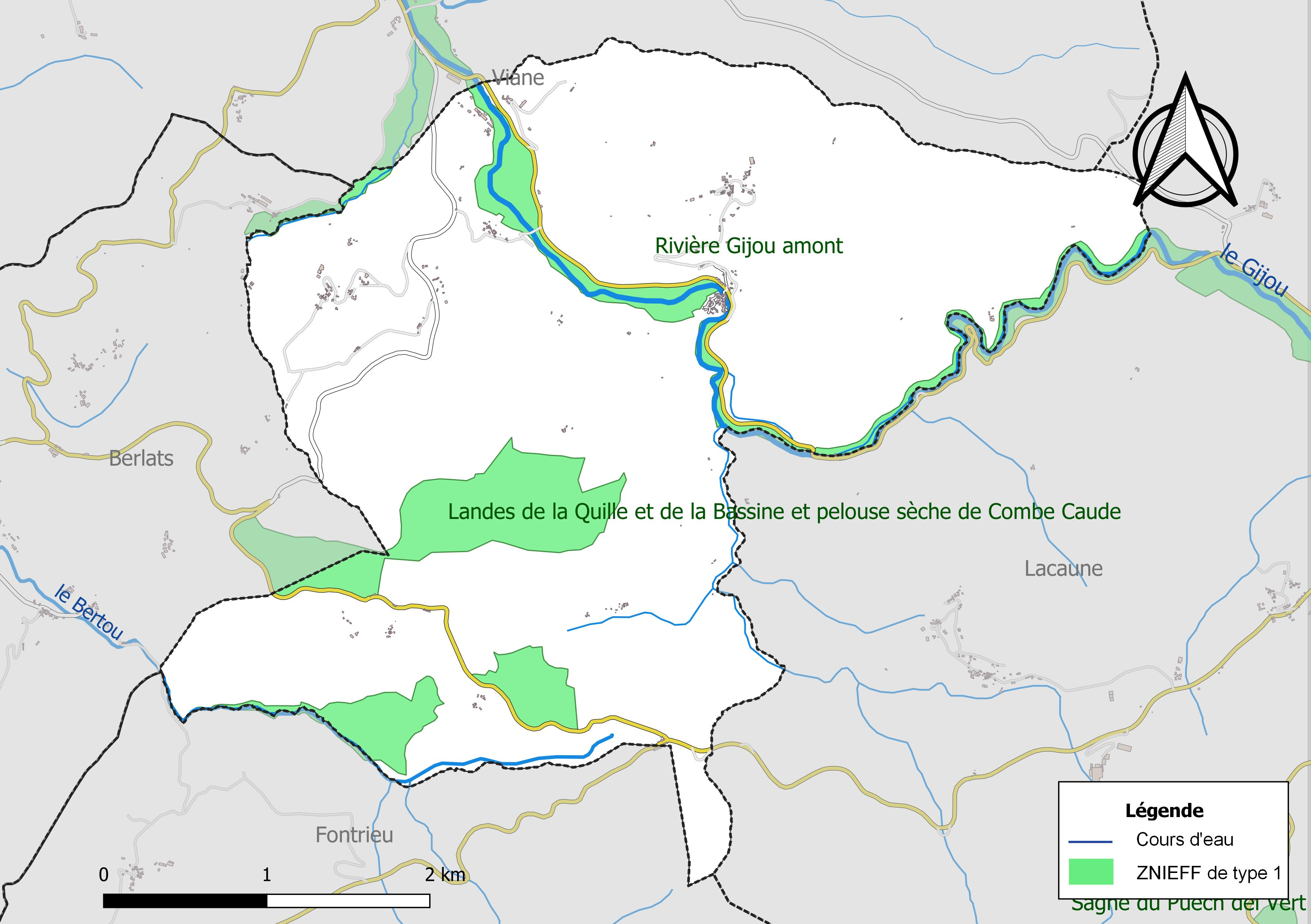
Carte des ZNIEFF de type 1 sur la commune.
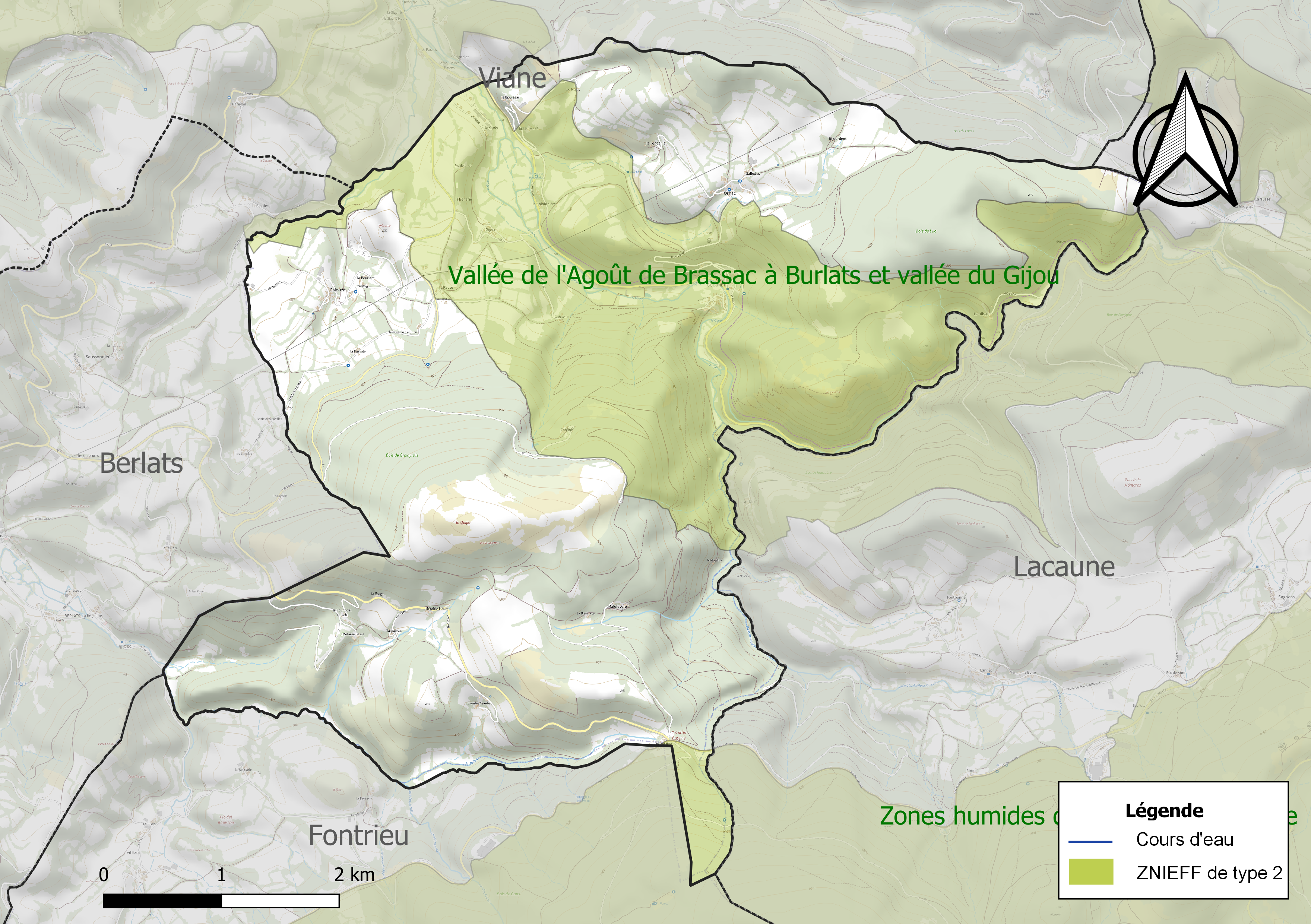
Carte des ZNIEFF de type 2 sur la commune.

## Urbanisme

### Typologie
Au 1er janvier 2024, Gijounet est catégorisée commune rurale à habitat très dispersé, selon la nouvelle grille communale de densité à sept niveaux définie par l'Insee en 2022.
Elle est située hors unité urbaine. Par ailleurs la commune fait partie de l'aire d'attraction de Lacaune, dont elle est une commune de la couronne,. Cette aire, qui regroupe 11 communes, est catégorisée dans les aires de moins de 50 000 habitants,.

### Occupation des sols
L'occupation des sols de la commune, telle qu'elle ressort de la base de données européenne d’occupation biophysique des sols Corine Land Cover (CLC), est marquée par l'importance des forêts et milieux semi-naturels (68,1 % en 2018), en diminution par rapport à 1990 (69,6 %). La répartition détaillée en 2018 est la suivante : 
forêts (58,9 %), prairies (29 %), milieux à végétation arbustive et/ou herbacée (9,3 %), zones agricoles hétérogènes (2,8 %). L'évolution de l’occupation des sols de la commune et de ses infrastructures peut être observée sur les différentes représentations cartographiques du territoire : la carte de Cassini (XVIIIe siècle), la carte d'état-major (1820-1866) et les cartes ou photos aériennes de l'IGN pour la période actuelle (1950 à aujourd'hui).

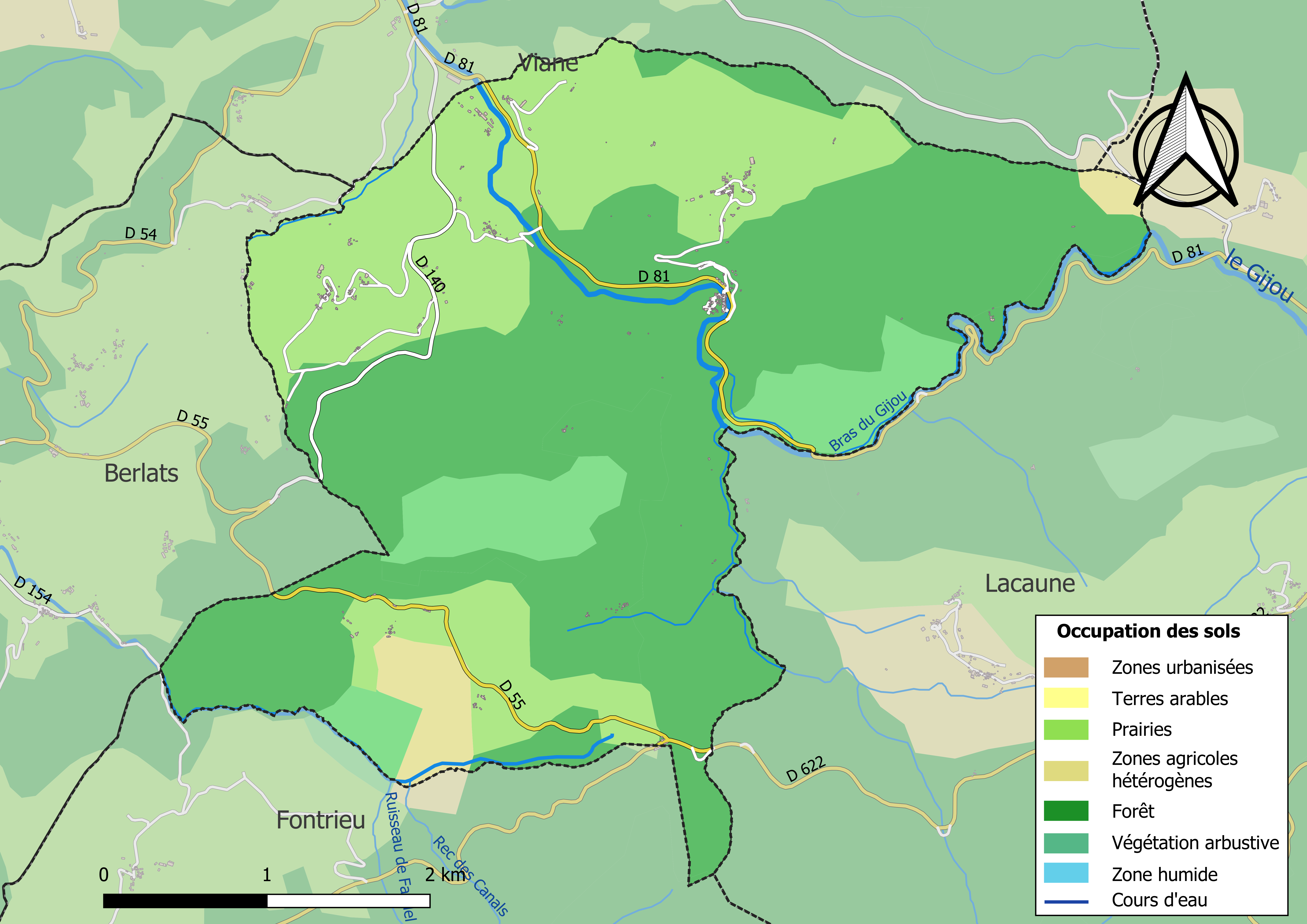
Carte des infrastructures et de l'occupation des sols de la commune en 2018 (CLC).

### Risques majeurs
Le territoire de la commune de Gijounet est vulnérable à différents aléas naturels : météorologiques (tempête, orage, neige, grand froid, canicule ou sécheresse), inondations, feux de forêts, mouvements de terrains et séisme (sismicité très faible). Il est également exposé à un risque technologique,  le transport de matières dangereuses, et à un risque particulier : le risque de radon. Un site publié par le BRGM permet d'évaluer simplement et rapidement les risques d'un bien localisé soit par son adresse soit par le numéro de sa parcelle.

#### Risques naturels
Certaines parties du territoire communal sont susceptibles d’être affectées par le risque d’inondation par débordement de cours d'eau, notamment le Gijou et le Bertou. La cartographie des zones inondables en ex-Midi-Pyrénées réalisée dans le cadre du XIe Contrat de plan État-région, visant à informer les citoyens et les décideurs sur le risque d’inondation, est accessible sur le site de la DREAL Occitanie. La commune a été reconnue en état de catastrophe naturelle au titre des dommages causés par les inondations et coulées de boue survenues en 1982, 1999, 2014 et 2021,.
Gijounet est exposée au risque de feu de forêt du fait de la présence sur son territoire. En 2022, il n'existe pas de Plan de Prévention des Risques incendie de forêt (PPRif). Le débroussaillement aux abords des maisons constitue l’une des meilleures protections pour les particuliers contre le feu,.

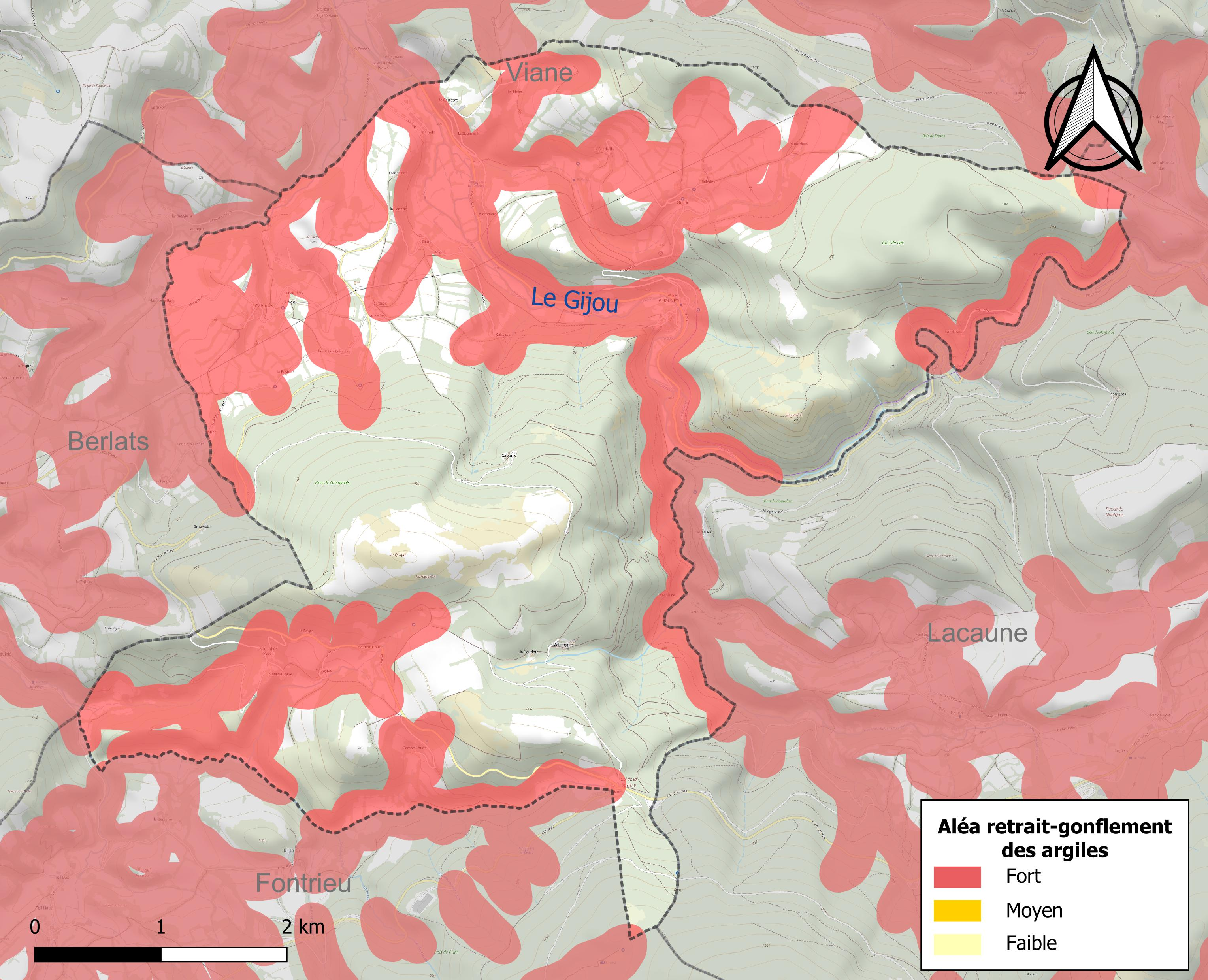
Carte des zones d'aléa retrait-gonflement des sols argileux de Gijounet.

La commune est vulnérable au risque de mouvements de terrains constitué principalement du retrait-gonflement des sols argileux. Cet aléa est susceptible d'engendrer des dommages importants aux bâtiments en cas d’alternance de périodes de sécheresse et de pluie. 40,8 % de la superficie communale est en aléa moyen ou fort (76,3 % au niveau départemental et 48,5 % au niveau national). Sur les 152 bâtiments dénombrés sur la commune en 2019, 138 sont en aléa moyen ou fort, soit 91 %, à comparer aux 90 % au niveau départemental et 54 % au niveau national. Une cartographie de l'exposition du territoire national au retrait gonflement des sols argileux est disponible sur le site du BRGM,.
Par ailleurs, afin de mieux appréhender le risque d’affaissement de terrain, l'inventaire national des cavités souterraines permet de localiser celles situées sur la commune.

#### Risques technologiques
Le risque de transport de matières dangereuses sur la commune est lié à sa traversée par des infrastructures routières ou ferroviaires importantes ou la présence d'une canalisation de transport d'hydrocarbures. Un accident se produisant sur de telles infrastructures est susceptible d’avoir des effets graves sur les biens, les personnes ou l'environnement, selon la nature du matériau transporté. Des dispositions d’urbanisme peuvent être préconisées en conséquence.

#### Risque particulier
Dans plusieurs parties du territoire national, le radon, accumulé dans certains logements ou autres locaux, peut constituer une source significative d’exposition de la population aux rayonnements ionisants. Certaines communes du département sont concernées par le risque radon à un niveau plus ou moins élevé. Selon la classification de 2018, la commune de Gijounet est classée en zone 3, à savoir zone à potentiel radon significatif.

## Histoire
Au Moyen Âge, Gijounet fait partie de l’ancienne viguerie du Gijou, mentionnée dès 993. Les de Galand, seigneurs de Barre et Gijounet, vont « régner » sur le bourg et le château pendant plus de deux siècles. Au milieu du XVIIe siècle, ils cèdent leur seigneurie aux Bourbon-Malause de Lacaze et se retirent dans le hameau de Calouze. À cette époque, Gijounet est administré par deux consuls, nommés chaque année par le seigneur. Parmi ses habitants, on peut citer quelques familles bourgeoises : les Nairac armuriers de Gijounet qui donneront une dynastie de célèbres négociants bordelais, les Rabaud, famille de juristes de Gijou dont Jean-Jacques le plus connu sera juge de paix au service des Bourbon-Malause et les Carcenac, marchands d’Ornac qui donneront une lignée de négociants et banquiers parisiens. Au 18eme siècle, le territoire de Gijounet fut le théâtre d’assemblées protestantes clandestines (assemblées du Désert) qui donnèrent lieu à des emprisonnements et des envois aux galères. A la Révolution, Gijounet sera rattaché à l’éphémère canton de Viane. Le premier maire en sera Paul Nairac.

### Héraldique
| Gijounet | Son blasonnement est : D'or, au triangle de sinople. |

## Démographie
| 1793 | 1800 | 1806 | 1821 | 1831 | 1836 | 1841 | 1846 | 1851 |
| ---- | ---- | ---- | ---- | ---- | ---- | ---- | ---- | ---- |
| 504  | 321  | 481  | 622  | 631  | 695  | 730  | 854  | 825  |

| 1856 | 1861 | 1866 | 1872 | 1876 | 1881 | 1886 | 1891 | 1896 |
| ---- | ---- | ---- | ---- | ---- | ---- | ---- | ---- | ---- |
| 753  | 761  | 705  | 703  | 740  | 686  | 666  | 658  | 648  |

| 1901 | 1906 | 1911 | 1921 | 1926 | 1931 | 1936 | 1946 | 1954 |
| ---- | ---- | ---- | ---- | ---- | ---- | ---- | ---- | ---- |
| 660  | 620  | 580  | 477  | 415  | 360  | 347  | 298  | 223  |

| 1962 | 1968 | 1975 | 1982 | 1990 | 1999 | 2006 | 2007 | 2012 |
| ---- | ---- | ---- | ---- | ---- | ---- | ---- | ---- | ---- |
| 190  | 139  | 109  | 110  | 114  | 125  | 134  | 135  | 121  |

| 2017 | 2022 | - | - | - | - | - | - | - |
| ---- | ---- | - | - | - | - | - | - | - |
| 129  | 122  | - | - | - | - | - | - | - |

## Économie

### Emploi
|                | 2008  | 2013  | 2018  |
| -------------- | ----- | ----- | ----- |
| Commune        | 3,4 % | 9,1 % | 1,5 % |
| Département    | 8,2 % | 9,9 % | 10 %  |
| France entière | 8,3 % | 10 %  | 10 %  |

En 2018, la population âgée de 15 à 64 ans s'élève à 66 personnes, parmi lesquelles on compte 78,5 % d'actifs (76,9 % ayant un emploi et 1,5 % de chômeurs) et 21,5 % d'inactifs,. Depuis 2008, le taux de chômage communal (au sens du recensement) des 15-64 ans est inférieur à celui de la France et du département.
La commune fait partie de la couronne de l'aire d'attraction de Lacaune, du fait qu'au moins 15 % des actifs travaillent dans le pôle,. Elle compte 15 emplois en 2018, contre 14 en 2013 et 15 en 2008. Le nombre d'actifs ayant un emploi résidant dans la commune est de 52, soit un indicateur de concentration d'emploi de 29,3 % et un taux d'activité parmi les 15 ans ou plus de 48,1 %.
Sur ces 52 actifs de 15 ans ou plus ayant un emploi, 14 travaillent dans la commune, soit 28 % des habitants. Pour se rendre au travail, 88,2 % des habitants utilisent un véhicule personnel ou de fonction à quatre roues, 5,9 % s'y rendent en deux-roues, à vélo ou à pied et 5,9 % n'ont pas besoin de transport (travail au domicile).

### Activités hors agriculture
8 établissements sont implantés  à Gijounet au 31 décembre 2019.
Le secteur de l'administration publique, l'enseignement, la santé humaine et l'action sociale est prépondérant sur la commune puisqu'il représente 25 % du nombre total d'établissements de la commune (2 sur les 8 entreprises implantées  à Gijounet), contre 15,5 % au niveau départemental.

### Agriculture
|               | 1988 | 2000 | 2010 | 2020 |
| ------------- | ---- | ---- | ---- | ---- |
| Exploitations | 15   | 8    | 9    | 6    |
| SAU (ha)      | 452  | 465  | 465  | 422  |

La commune est dans les Monts de Lacaune, une petite région agricole située dans le sud-est du département du Tarn. Entre bocages et forêt, cette zone est dédiée à l’élevage de ruminants de races à viande ou laitières. Sur les plus hauts plateaux, de nombreux élevages de brebis laitières produisent le lait destiné à la fabrication du roquefort. En 2020, l'orientation technico-économique de l'agriculture  sur la commune est l'élevage d'ovins ou de caprins. Six exploitations agricoles ayant leur siège dans la commune sont dénombrées lors du recensement agricole de 2020 (15 en 1988). La superficie agricole utilisée est de 422 ha,,.

## Culture locale et patrimoine

### Lieux et monuments
- Maisons Nairac des XVIe et XVIIe siècles.
- Ancien moulin seigneurial du XVIIIe siècle.
- Gouffre de Gourp Fumant sur le Gijou.
- Aven sépulcral de Mauray datant de 2500 av. J.-C.
- Temple protestant de Gijounet datant de 1849.
- Église Notre-Dame-de-l'Assomption de Gijounet, datant de 1881.

- Table d'orientation de Roquenière.

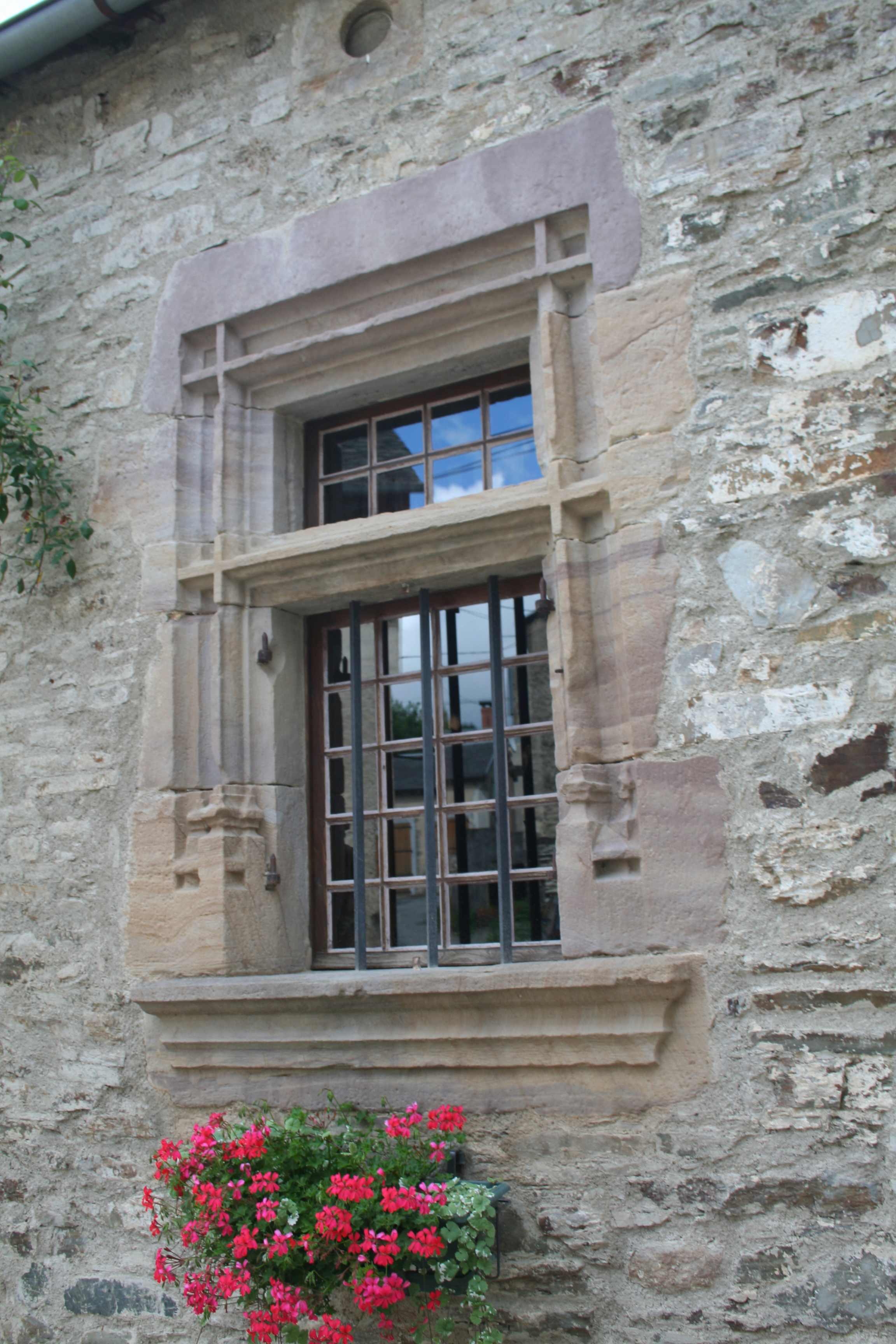
Fenêtre.

- Voie verte du Petit Train (avec franchissement de viaducs et tunnels).
- 65 km de chemins de randonnée à travers bois et landes.

### Personnalités liées à la commune
- Benezech, Jules (1891-1971) : natif de Viane, propriétaire d'une résidence à Gijou, cofondateur de la société Motobécane.
- Carcenac, Henri (1807-1888) : famille originaire d'Ornac, maire du 2e arrondissement de Paris de 1871 à 1882.
- Combes, Émile (1835-1921) : Président du conseil. Dans son enfance il passait les vacances chez son cousin, prêtre du village.
- Fajon, Étienne (1906-1991) : famille maternelle originaire de Gijounet, dirigeant du Parti communiste français, directeur du journal L'Humanité de 1958 à 1974.
- Laroque d’Olès, Jean-Jacques (1729-1806) : général, commandant de l’Armee des Alpes en 1792-1793. Descendant des seigneurs « directs » d’Ornac.
- Nairac, Pierre-Paul (1732-1814) : famille originaire de Gijounet, négociant bordelais, député de l'Assemblée Constituante en 1790.
- Nairac, Jean-Baptiste (1738-1817) : frère du précédent, négociant rochelais, membre du Conseil des Cinq-Cents.
- Rabaud, Jacques (1737-1794) : famille originaire de Gijou, négociant marseillais, guillotiné à la Révolution.
- Rabaud, David-Jacques (1785-1849) : fils du précédent, négociant, banquier, adjoint au maire de Marseille en 1824, conseiller général des Bouches-du-Rhône, président de la Chambre de Commerce de Marseille.
- Rabaud, Alfred (1828-1886) : fils du précédent, fondateur de la Société de géographie de Marseille.

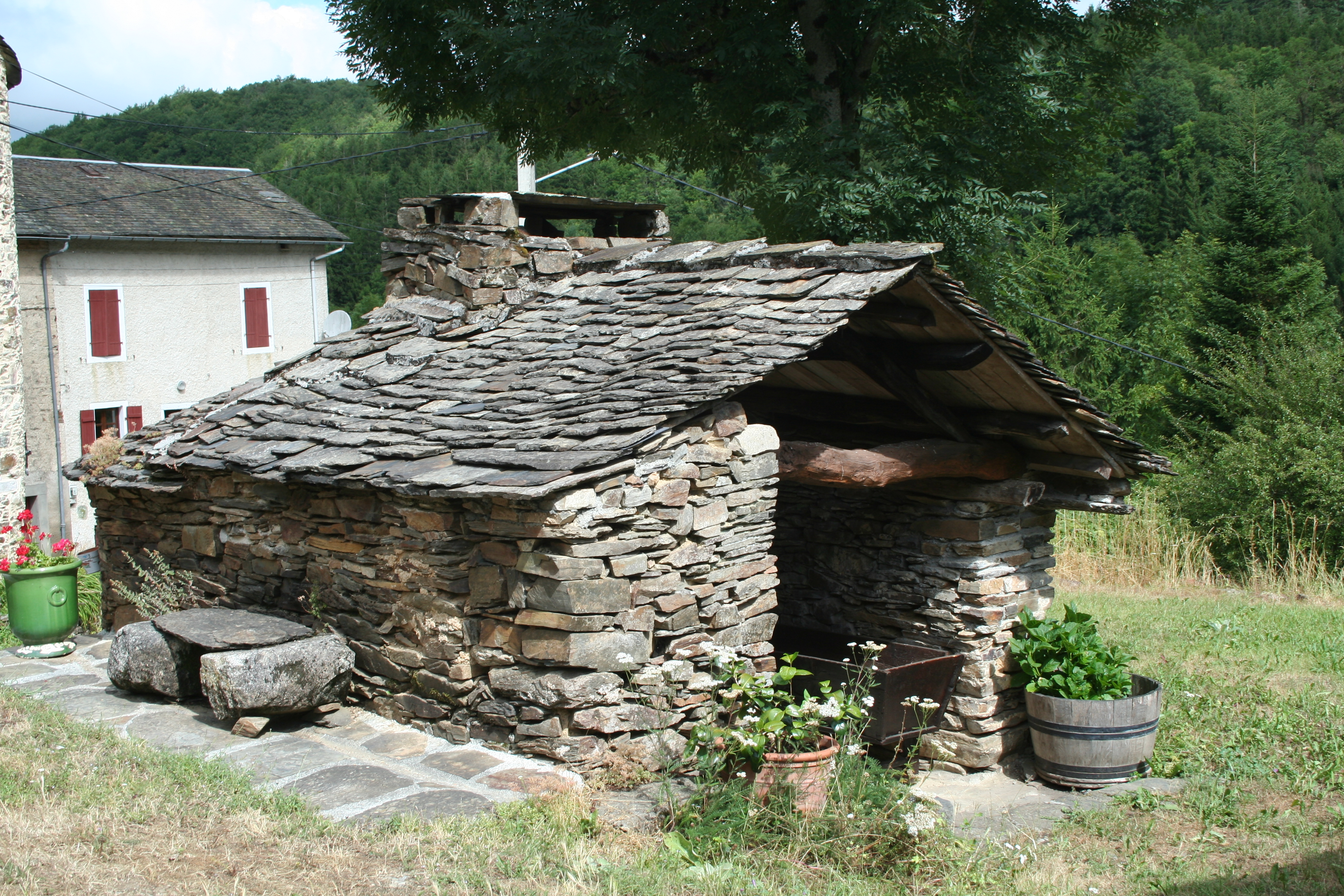
Four.

## Vie pratique

### Service public

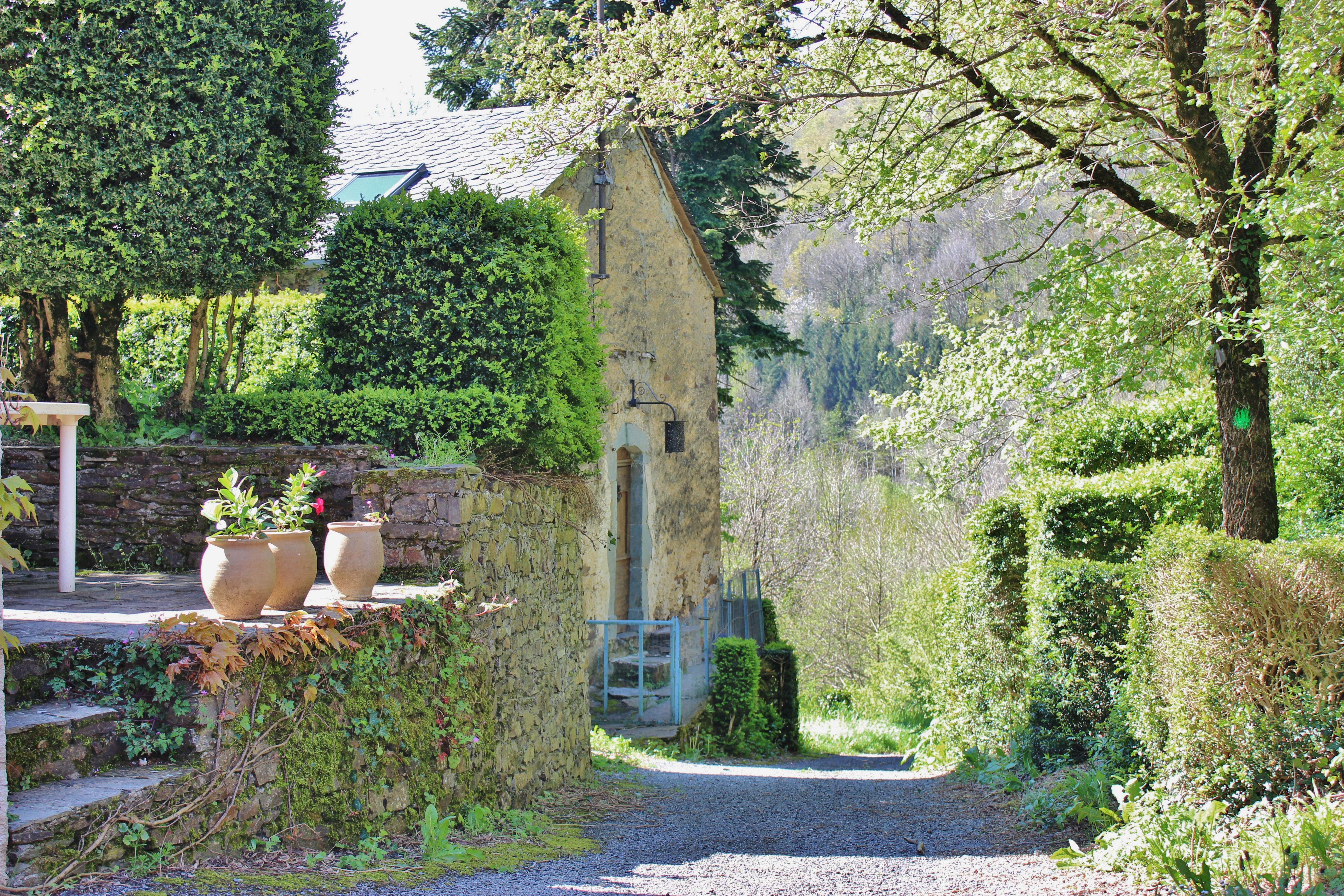
départ du sentier col de la BASSINE.

- Ouverture des bureaux de la mairie tous les mardis et jeudis après-midi de 13h30 et 17h30.
- Trésorerie à Lacaune.
- Maison de santé à Lacaune.

### Enseignement
- Écoles maternelle et primaire à Viane à 4 km.
- Collège à Lacaune à 9 km.

### Culture
- L’association « le Buscaillou » organise tous les étés une journée de randonnée, une visite guidée du village et une exposition d’artistes locaux.

### Religions
- Messes les 15 août et 1er novembre.
- Cultes protestants les derniers dimanches de mars et octobre.

### Activités sportives
- Piscine de l’espace des sources chaudes à Lacaune.
- Voie verte du Petit Train ouverte à la pratique de la marche, course à pied et cyclisme.
- Pistes de ski de fond au col de Picotalen (Lacaune).
- Sports nautiques sur le lac du Laouzas à 25 km.

### Écologie et recyclage
- Tri sélectif communal.
- Dechetterie à Lacaune.

## Pour approfondir